# Municipio de Washington (condado de Greene, Misuri)
El municipio de Washington (en inglés: Washington Township) es un municipio ubicado en el condado de Greene en el estado estadounidense de Misuri. En el año 2010 tenía una población de 2749 habitantes y una densidad poblacional de 35,41 personas por km².

## Geografía
El municipio de Washington se encuentra ubicado en las coordenadas 37°7′38″N 93°7′4″O / 37.12722, -93.11778. Según la Oficina del Censo de los Estados Unidos, el municipio tiene una superficie total de 77.63 km², de la cual 77.6 km² corresponden a tierra firme y (0.05%) 0.04 km² es agua.

## Demografía
Según el censo de 2010, había 2749 personas residiendo en el municipio de Washington. La densidad de población era de 35,41 hab./km². De los 2749 habitantes, el municipio de Washington estaba compuesto por el 96.91% blancos, el 0.36% eran afroamericanos, el 0.44% eran amerindios, el 0.51% eran asiáticos, el 0.29% eran isleños del Pacífico, el 0.47% eran de otras razas y el 1.02% pertenecían a dos o más razas. Del total de la población el 1.13% eran hispanos o latinos de cualquier raza.